# Ausiàs March
Ausiàs March (Gandia, 1400 - Valência, 3 de março de 1459) foi um poeta e cavaleiro valenciano medieval, originário de uma família da pequena nobreza e com pendor poético. Foi um dos poetas mais importantes do Século de Ouro Valenciano e da literatura catalã.

## Vida
Foi filho do também cavaleiro e poeta Pere March e de Leonor Ripoll. Segundo distintas versões, o lugar de seu nascimento poderia ser Valência, ainda que tradicionalmente crê-se que nasceu em Alicante, enquanto uma terceira versão sustenta que ele nasceu em Beniarjó (povoado próximo a Gandía). Quando jovem, participou das expedições que o rei Alfonso V realizou pelo Mar mediterrâneo.
Foi senhor de Beniarjó, Pardines e Vernissa, e falcoeiro maior do rei da Coroa de Aragão (Afonso V de Aragão). Foi cavaleiro armado em 1419. Participou da expedição de Alfonso V a Córsega e a Sardenha, e em outras expedições contra os piratas do Mediterrâneo. Em 1425, retirou-se a suas propriedades valencianas, instalando-se em Gandía em 1428. É notável neste período sua relação de amizade e literatura com o príncipe Carlos de Viana, herdeiro do trono de Navarra.
A partir dos vinte e sete anos na sairia mais de sua terra, permanecendo em Gandía, onde se dedicou à administração de duas propriedades, e depois em Valência. Começou a escrever em 1430. Três anos mais tarde, o infante João, Duque de Gandía, confirmou seus privilégios como senhor feudal.
Em 1439, aos quarenta anos, casou-se com Isabel Martorell, irmão de Joanot Martorell, autor de Tirant lo Blanch. Dois anos mais tarde Isabel morreu, e Ausiàs March contraiu segundas núpcias em 1443 com Joana Escorna, que morreu pouco depois. Suas duas esposas, bem como vários membros de sua família, estão enterrados no Mosteiro de São Jerónimo de Cotalba.
Ausiàs March morreu em 3 de março de 1459 em Valência, deixando cinco filhos bastardos, mas nenhum legítimo. Foi enterrado na catedral de Valência, onde ainda se pode sua lápide sepulcral, próxima à Porta de la Almoyna.

## Obra
Ausiàs March abandona a tradição da poesia trovadoresca e sua retórica luminosa – mas artificiosa e distante – o que lhe permite a expressão da medição íntima e pessoal do homem que aparece desprovido de toda ficção e disposta falar de tudo que o obceca: o amor, as relações do homem com Deus, a dor e a morte, o pecado e a virtude. Estes problemas são reais e pessoais, do mesmo modo que são as mulheres que aparecem em sua obra, que já não são as distantes e platônicas Beatriz e Laura de Dante e Petrarca – puras ideias com nome próprio -, nem as idealizadas midons – minha senhora – dos poetas provençais, mas mulheres reais, com seus vícios e virtudes, que são amadas ou odiadas por razões concretas e não por um empenho de idealização.
A obra de March constitui-se de cento e vinte e cinco poemas. Em 1539, compilaram-se quarenta e seis de suas composições em Valência, traduzidas para o castelhano por Baltasar de Romaní. Outra edição de Valladolid integrada por cento e vinte e quatro poemas foi supervisada por Juan de Resa, capelão de Felipe II, em 1555. A tradução de Jorge de Montemor, que data de 1560, foi impressa em Valência e posteriormente em Zaragoza (1562) e Madrid (1579). Sua obra influenciou notavelmente a poesia espanhola do Renascimento.
A maioria dos estudiosos opta por classificar sua obra em ciclos temáticos. De fato, cada um desses ciclos forma uma unidade de sentido, e observa-se uma evolução formal e conceitual nos diferentes ciclos, o que levou a se considerar sua obra completa como um imenso poema.